# Брекнелл, Лия
Э́лисон Розали́нд (Ли́я) Бре́кнелл (англ. Alison Rosalind «Leah» Bracknell; 12 июля 1964, Лондон — 16 сентября 2019, Уэртинг, Юго-Восточная Англия) — английская актриса

, танцовщица

 и ювелир.

## Биография
Элисон Розалинд Брекнелл родилась 12 июля 1964 года в Вестминстере (Лондон, Англия, Великобритания) в семье английского телевизионного режиссёра Дэвида Иэна Брекнелла (1932—1987) и китайско-малайзийской актрисы Ли-Ер Хванг. Родители Брекнелл познакомились на съёмках фильма «Мир Сьюзи Вонг» в 1959 году в Гонконге, где её отец был в производственной группе, а мать играла роль Уэнсдэй Лу. Брекнелл и Хванг поженились в 1961 году и были женаты до смерти Брекнелла в 1987 году.
Брекнелл росла в Лондоне и Оксфорде, а также провела год жизни в Новой Зеландии и на Фиджи. Она сменила имя с Элисон на Лию ещё до начала карьеры. Брекнелл обучалась в «Webber Douglas Academy of Dramatic Art».

## Карьера
В 1976 году Лия дебютировала в кино, сыграв в сериале «The Chiffy Kids», снятого её отцом. Популярность Брекнелл принесла роль Зои Тейт в мыльной опере «Эммердэйл», в которой она снималась в 1989—2005 годы, включая два декретных отпуска. В 2006 году она получила премию «The British Soap Awards» в номинации «Лучший уход»; ранее также получила номинацию за «Захватывающую сцену года» (2006) той же премии и номинацию «Самая популярная актриса» премии «National Television Awards» (2002). Всего сыграла в 9-ти фильмах и сериалах, но также активно играла в театре. Помимо актёрской карьеры, Брекнелл также являлась квалифицированным преподавателем йоги. Разрабатывала и производила собственную линию ювелирных изделий.

## Личная жизнь
Брекнелл была замужем за писателем Лайлом Уотсоном, от которого у неё было две дочери — Лили Уотсон (род. в июле 1991) и Майя Уотсон (род. в октябре 1995). С 10 марта 2017 года она была замужем во второй раз за писателем Джезом Хьюзом. Проживала в Уэртинге (графство Сассекс).

## Болезнь и смерть
В октябре 2016 года Лия призналась, что она больна раком лёгких последней, четвёртой, стадии. В течение следующих трёх дней было собрано более $50 тыс. для лечения Брекнелл в Германии. Брекнелл публично рассказывала о том, как она искала альтернативные методы лечения своей неоперабельной и неизлечимой болезни. В блоге «Cannabis and Me: Breaking the Law» она рассказывала, что готовила масло каннабиса дома, который принимала, чтобы замедлить развитие рака, заявив, что это «так же просто, как печь торт». По состоянию на июль 2019 года, она уже прожила на 23 месяца больше отведённого ей врачами срока. В августе 2019 года Брэкнелл заявила, что она находится на клиническом испытании иммунотерапии. Она умерла в сентябре 2019 года в возрасте 55 лет, о чём было объявлено 16 октября.

## Фильмография
| Год       |   | Русское название    | Оригинальное название | Роль                                        |
| --------- | - | ------------------- | --------------------- | ------------------------------------------- |
| 1976      | с |                     | The Chiffy Kids       |                                             |
| 1989—2005 | с | Эммердэйл           | Emmerdale             | Зои Тейт                                    |
| 2007      | с | Судья Джон Дид      | Judge John Deed       | доктор Мэри Мун                             |
| 2007—2011 | с | Врачи               | Doctors               | Дженнифер Брайант/Стелла Дэвидс/Аманда Лорд |
| 2008      | с | Королевство сегодня | The Royal Today       | Дженни Каррингтон                           |
| 2008      | с | Потерпевший 1907    | Casualty 1907         | миссис Тёрнер                               |
| 2010      | с | Детектив Джек Фрост | Touch of Frost        | Кэролин Винер                               |
| 2011      | с | Последствия         | DCI Banks             | Мария                                       |
| 2015      | ф | Тёмное отражение    | A Dark Reflection     | Изабель Моррис                              |